# Breviturma
Genre
Synonymes
- Ophiocoma (Breviturma) Stöhr, Boissin & Hoareau, 2013[1]

Breviturma est un genre d'ophiures (animaux marins ressemblant à des étoiles de mer souples).

## Systématique
Le genre Breviturma a été créé en 2013 par Sabine Stöhr (d), Émilie Boissin (d) et Thierry B. Hoareau (d). Auparavant ces espèces étaient placées sous le genre Ophiocoma. 
Ce nouveau genre a été érigé pour séparer les espèces ayant « un nombre égal (non alternatif) d'épines de bras ; des granules de disque uniformes en taille, bas et émoussés ; des plaques dorsales de bras arrondies, presque ovales (chez les spécimens adultes) ». A l'inverse, toutes les espèces aujourd'hui acceptées dans Ophiocoma ont un nombre alterné d'épines de bras (par exemple, trois d'un côté d'un segment de bras et quatre de l'autre, et les nombres sont inversés sur le segment suivant).

## Liste d'espèces
| Selon World Register of Marine Species (24 juin 2021) : - Breviturma brevipes (Peters, 1851) - Breviturma dentata (Müller & Troschel, 1842) - Breviturma doederleini (de Loriol, 1899) - Breviturma krohi Stöhr, Boissin & Hoareau, 2013 - Breviturma paucigranulata (Devaney, 1974) - Breviturma pica (Müller & Troschel, 1842) - Breviturma pusilla (Brock, 1888) |

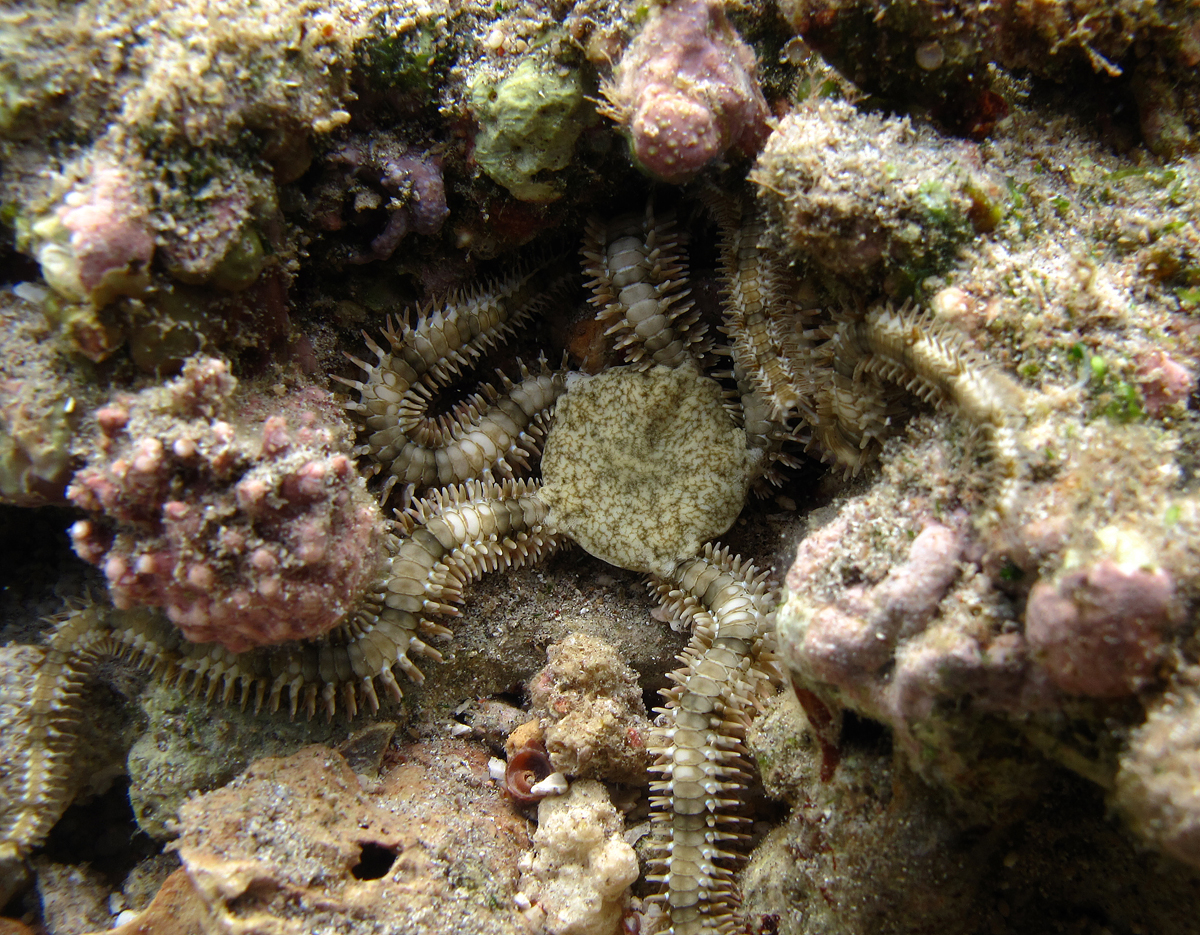
Breviturma brevipes.
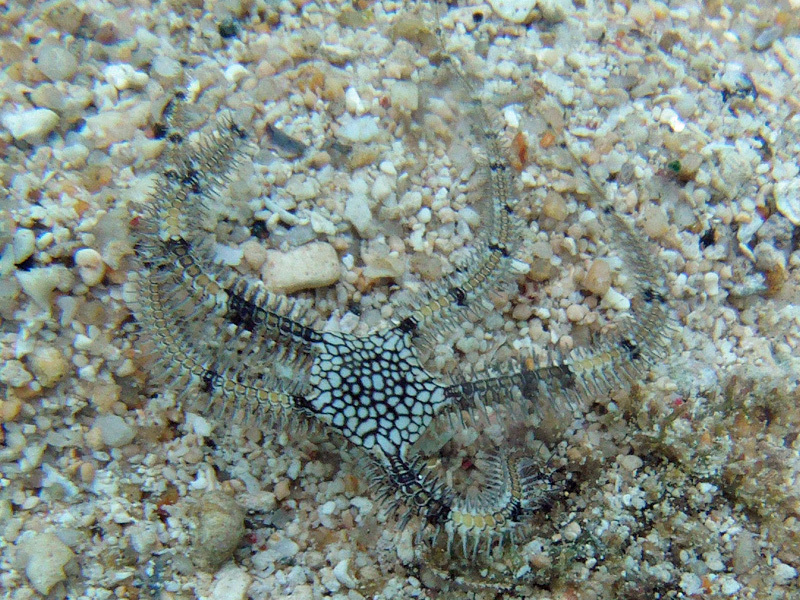
Breviturma dentata.
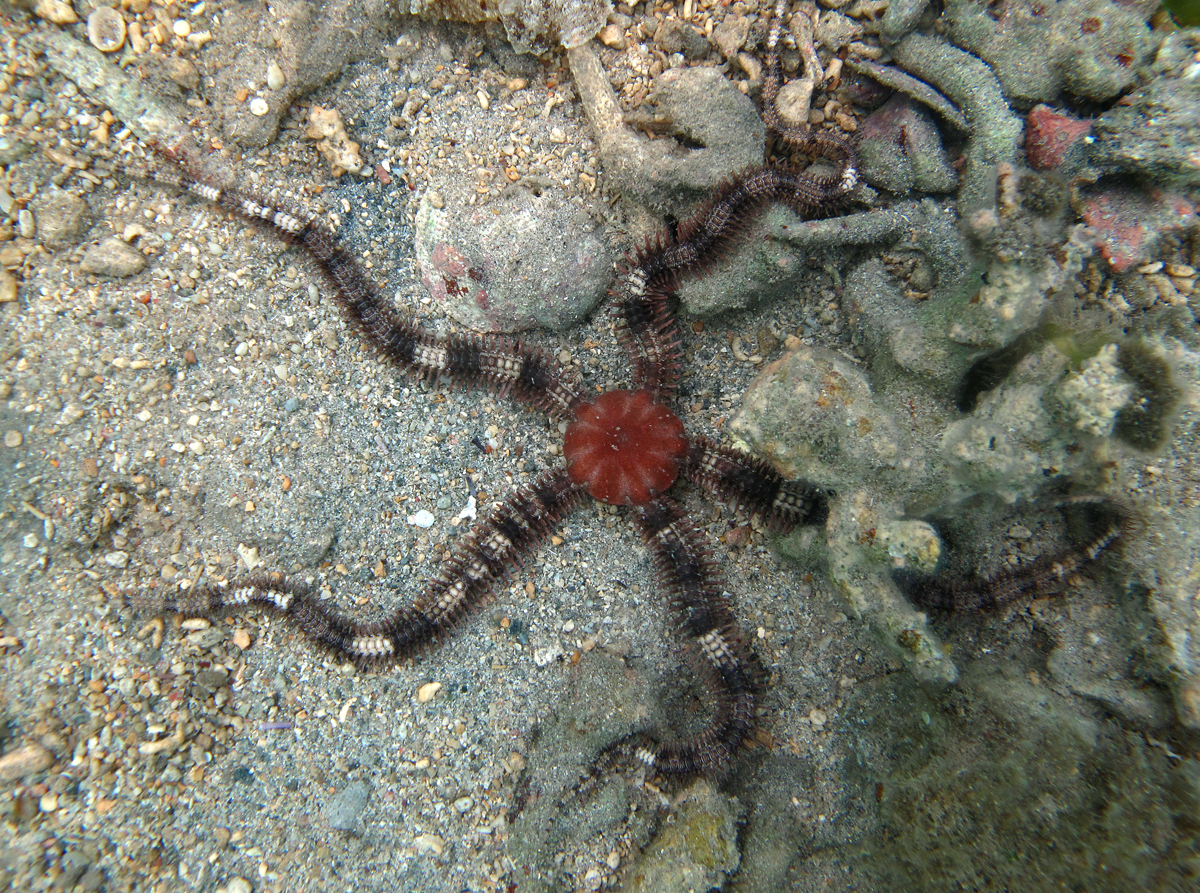
Breviturma dentata (forme alternative).
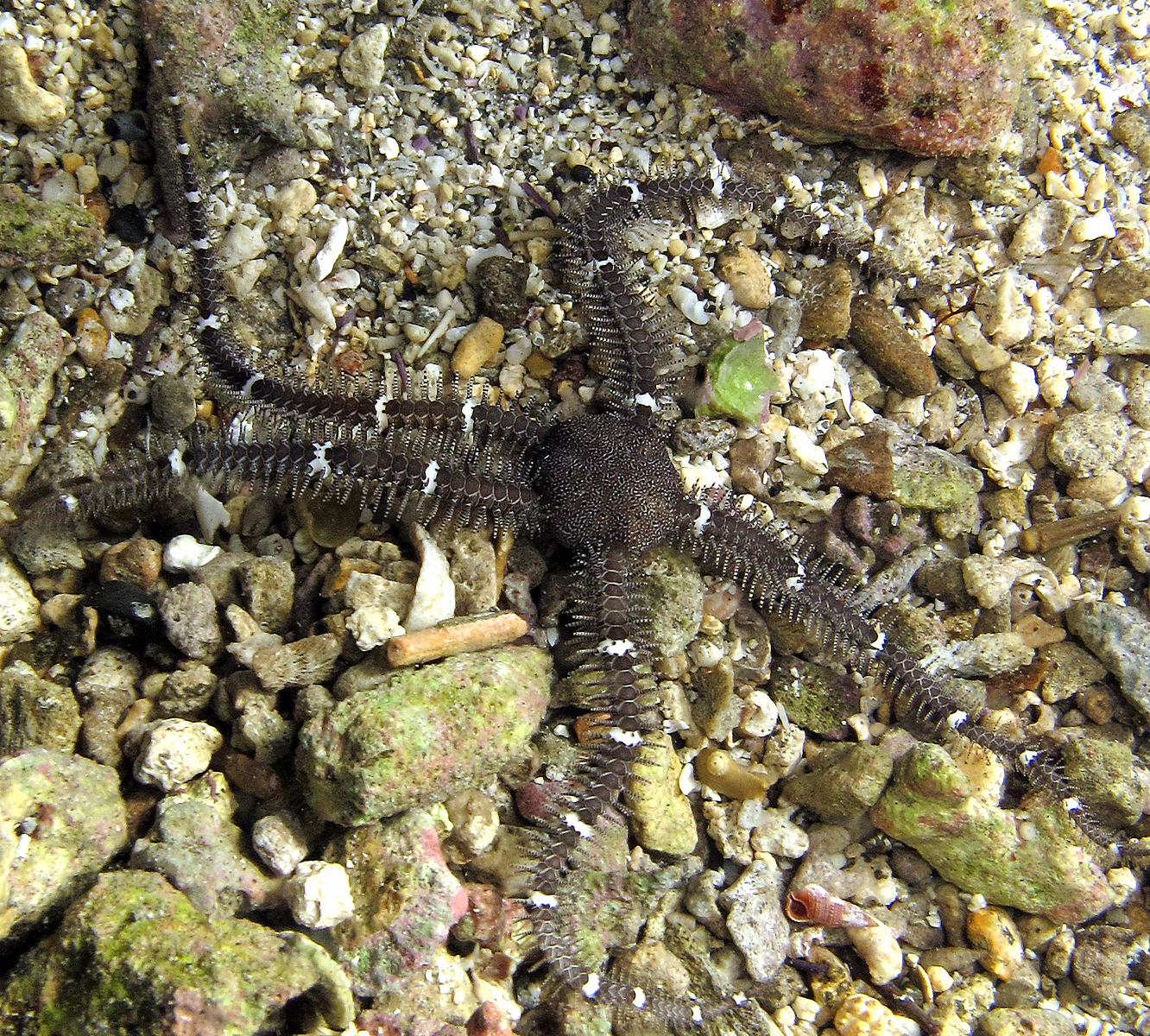
Breviturma doederleinii.
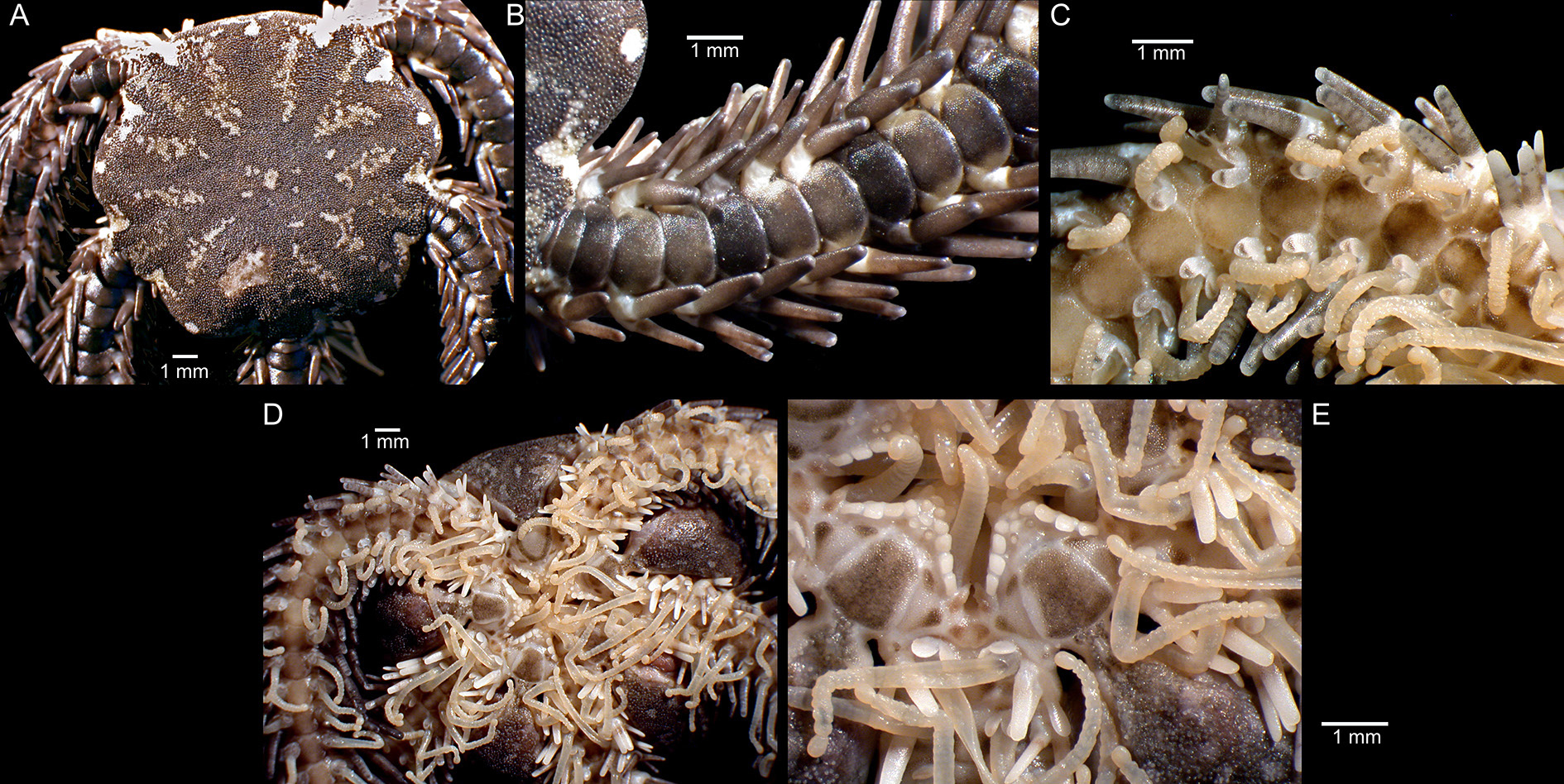
Breviturma krohi.
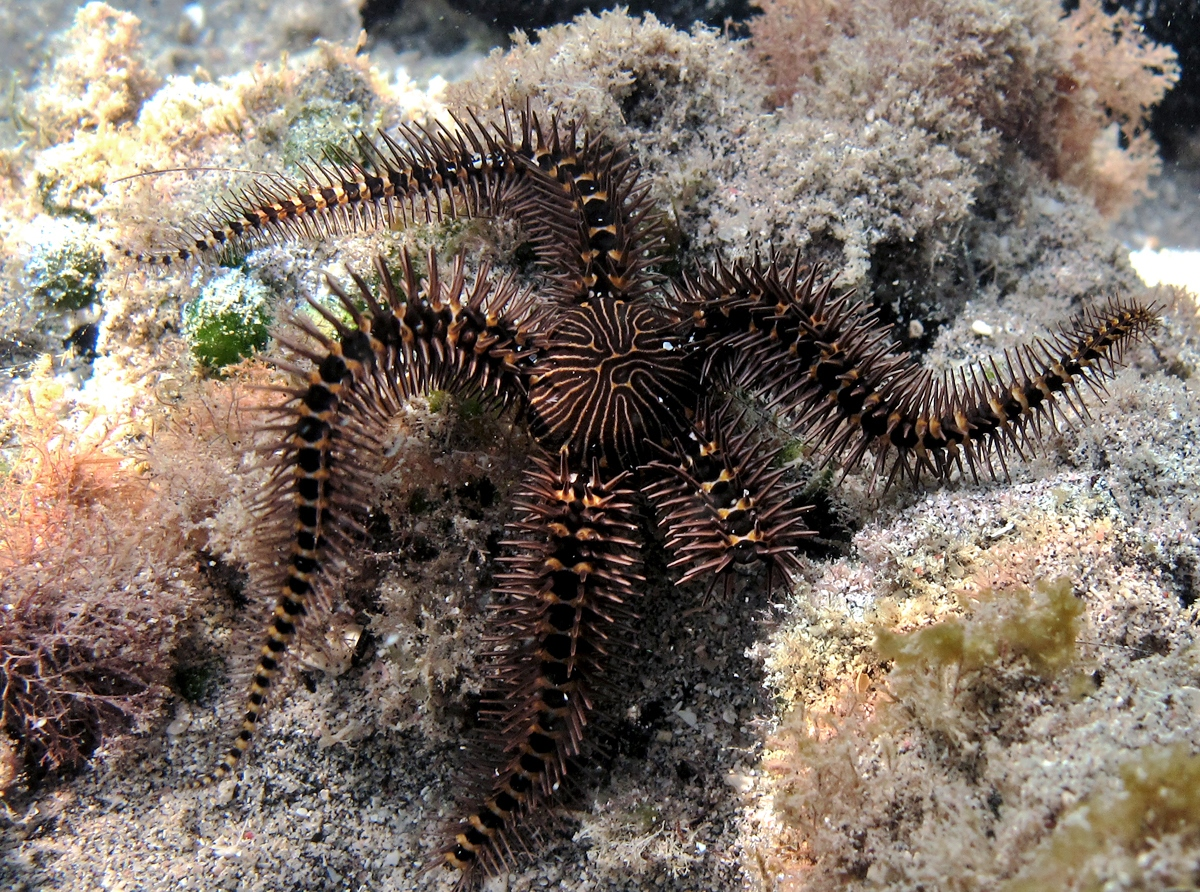
Breviturma pica.
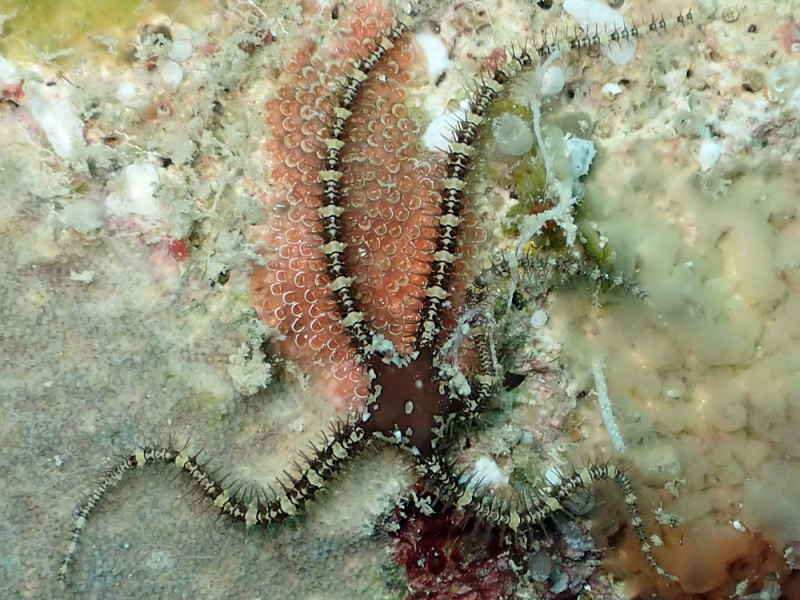
Breviturma pusilla.
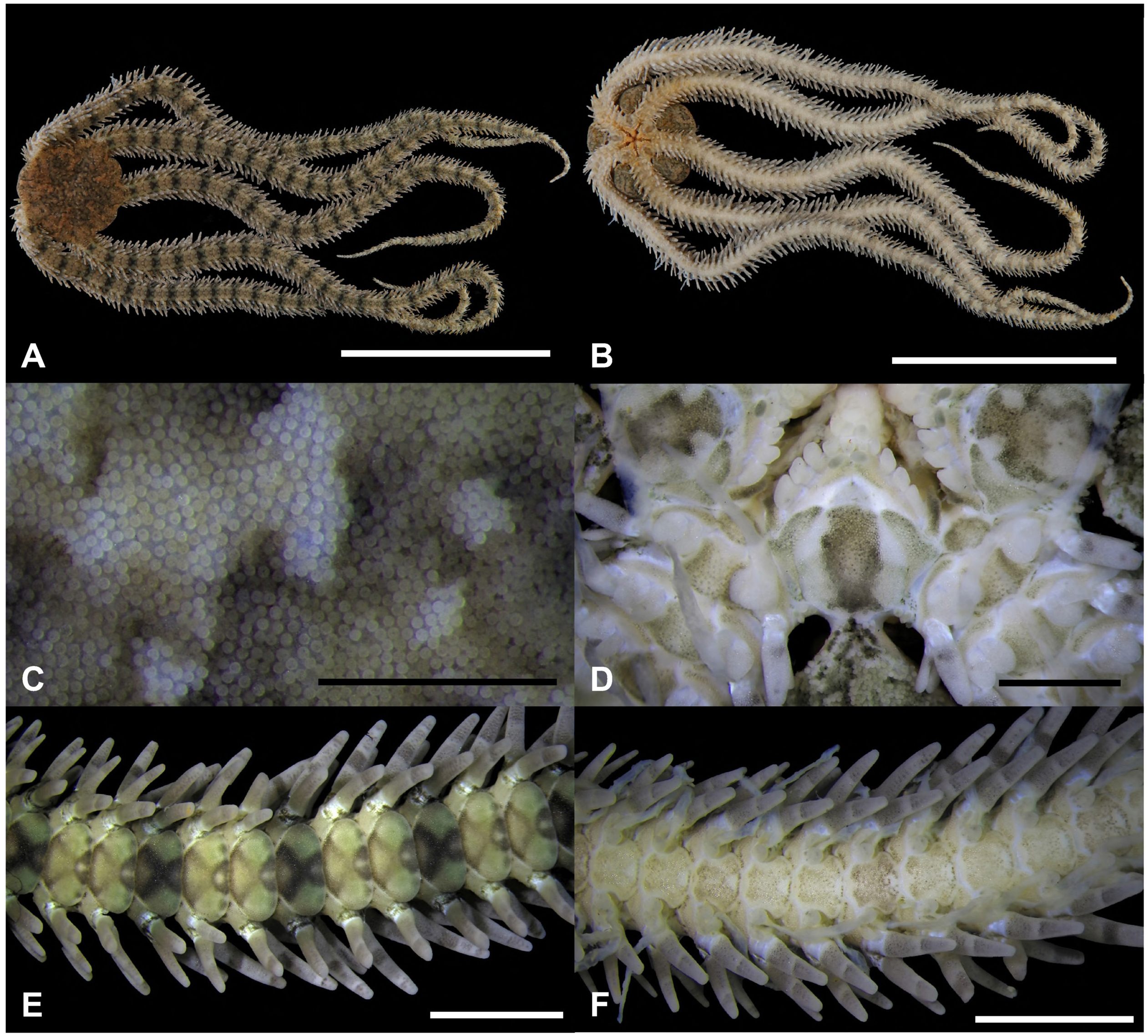
Breviturma securis.

## Publication originale
- (en) Sabine Stöhr, Émilie Boissin et Thierry B. Hoareau, « Taxonomic revision and phylogeny of the Ophiocoma brevipes group (Echinodermata, Ophiuroidea), with description of a new subgenus (Breviturma) and a new species », European Journal of Taxonomy, Consortium of European Natural History Museums (d), no 68,‎ 9 décembre 2013, p. 1–26 (ISSN 2118-9773, OCLC 758480175, DOI 10.5852/EJT.2013.68, lire en ligne).